# Grogue

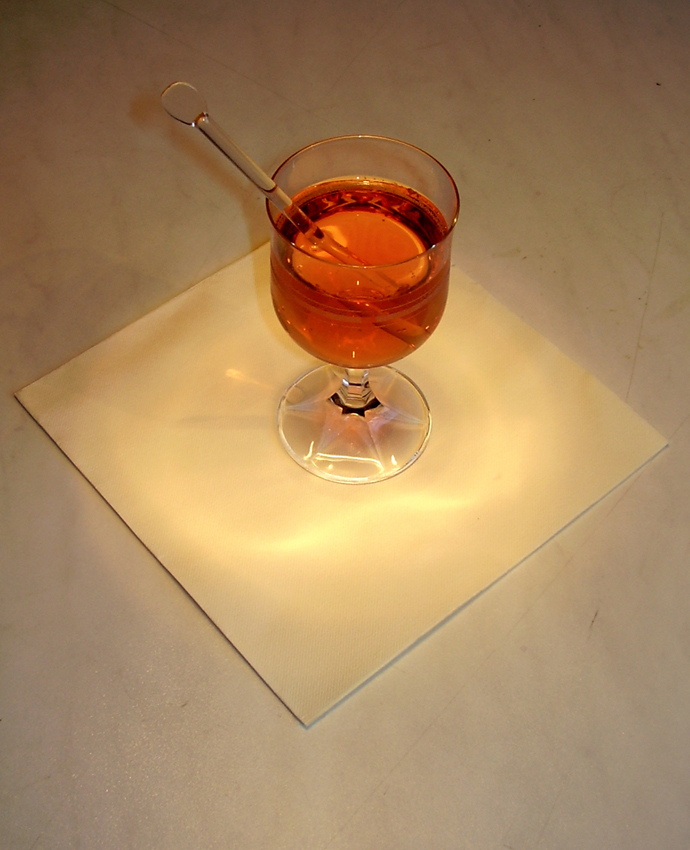
Grogue

Grogue (em inglês:  grog) é um termo usado para uma variedade de bebidas alcoólicas. A palavra originalmente se referia ao rum diluído em água (e mais tarde em longas viagens marítimas, também adicionado o suco de limões ou limões), que Edward Vernon introduziu no esquadrão naval britânico que comandou nas Índias Ocidentais em 21 de agosto de 1740. Vernon usava um casaco de pano gorgorão (em inglês:  grogram) e apelidado de Old Grogram ou Old Grog. O Merriam-Webster Collegiate Dictionary, que concorda com esta história da origem da palavra, afirma que a palavra grogue foi usada pela primeira vez neste sentido em 1770, embora outras fontes citem 1749. Nos tempos modernos, o termo "grogue" teve uma variedade de significados em várias culturas diferentes, mas é comumente usado na Austrália e na Nova Zelândia, onde é uma gíria para álcool. Na cultura do norte da Alemanha, grogue é uma "clássica bebida de inverno da Frísia Oriental" feita de rum, açúcar e água e aquecida até o ponto de ebulição. Em sueco, um "grogg" significa uma bebida highball.